# Conjuro

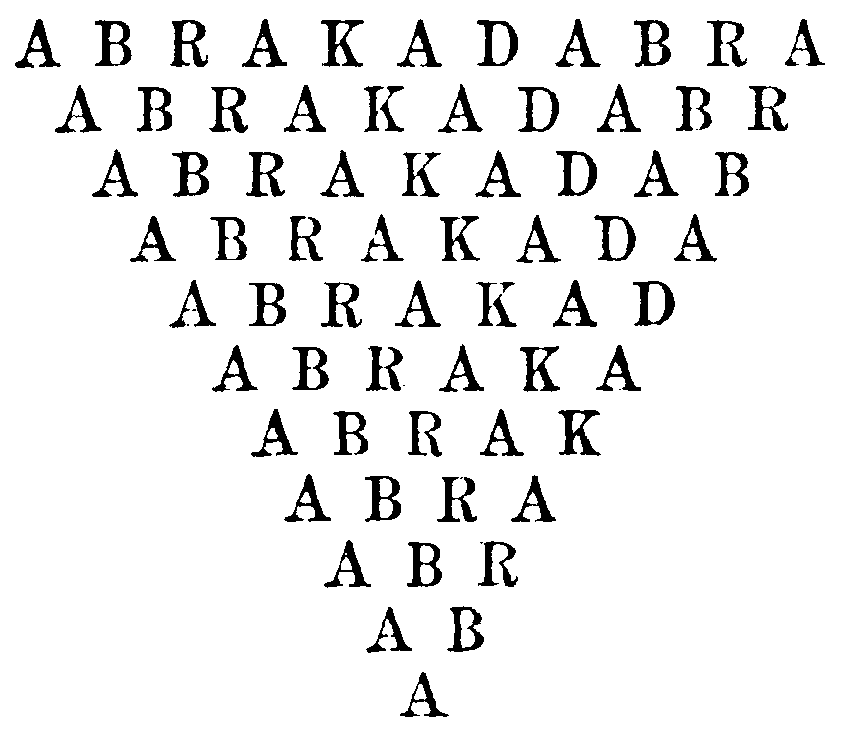
Fórmula mágica

Un conjuro es una fórmula mágica con la que se pretenden realizar diversos actos mágicos, principalmente el de hacer un hechizo, invocar una divinidad o una fuerza sobrenatural para pedir su intervención, o el de exorcizar o ahuyentar el mal. 
El conjuro más conocido popularmente sería el "Abrakadabra", considerada por algunos como la frase que más se pronuncia universalmente en otros lenguajes, sin necesidad de ser traducida. También son populares las rimas y versos como conjuros.

## Conjuros históricos

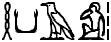
Conjuros mágicos en jeroglifos. egipcios

La mayor parte de copias de antiguos conjuros mágicos fueron en gran medida destruidas en muchas culturas tras el éxito de las grandes religiones monoteístas: Islam, Judaísmo y Cristianismo, que asocian la actividad mágica con el demonio. Los conjuros se diferencian de otras formas de magia como rezos, palabras, patrones, recetas y prácticas que no constituyen una colección de palabras en combinación con el uso de determinados ingredientes, y gestos.
Alguno de los ejemplos más relevantes de antiguos conjuros conservados se encuentran en el Libro de los Muertos y describen los rituales mágicos que acompañaban los procesos de embalsamamiento y enterramiento y que fueron recuperados recientemente cerca del mar Muerto en el Antiguo Egipto.
A lo largo de la historia, se han realizado conjuros tanto para atraer a un ser amado, como para apartar a una persona no deseada (hechizos de alejamiento). Estos últimos se pueden dividir en dos clases: conjuros para alejar a una personas cercana, y hechizos para alejar a una tercera persona que trata de interferir en la vida de pareja de quien realiza o encarga ese conjuro.
Por otro lado, dentro del mundo esotérico encontramos los abrecaminos. Este tipo de conjuros nos ayudan a abrir nuestros caminos y alejar las malas energías de nuestro camino, uno de estos hechizos y el más conocido es la limpia con huevo. Este tipo de conjuros son de creencia y uso popular, se dice que al romper un huevo dentro de un vaso con agua dependiendo de la forma que tome la yema podremos ver que nos depara el futuro.